# The Janos People
The Janos People, eller Janos-folket, är en bok skriven av Frank Johnson och utgiven 1980. Boken framställs som en sann historia.

## Handling
Under en kväll i juni 1978 blir en familj bortrövad av utomjordingar, kända som Janos-folket. De tar med familjen till deras hemvärld där de får vittna världens undergång. Dessa utomjordingar söker nu efter en ny värld att bosätta sig på.